# Phare de Capo Ferrato
Le phare de Capo Ferrato (en Italien : Faro di Capo Ferrato) est un phare situé à l'extrémité du cap du même nom. Il appartient à la commune de Muravera en mer Tyrrhénienne, dans la province de Sardaigne du Sud, en Italie.

## Histoire
Le phare a été construit en 1925 sur le cap Ferrato, à 14 km au nord-est de Castiadas et 25 km au nord du cap Carbonara. La tour est originale, mais la maison de gardien a été reconstruite en 1955. Une nouvelle lanterne a été installée en 1966. La maison a été privatisée depuis que le phare a été automatisé en 1976. Le phare est géré par Marina Militare.

## Description
Le phare  se compose d'une tour carrée en maçonnerie de 11 m de haut, avec galerie et lanterne, adjacente à une maison de gardiens de deux étages. Le bâtiment est peint en blanc et le dôme de la lanterne est gris métallisé. Il émet, à une hauteur focale de 51 m, trois éclat blanc et rouges, selon secteurs, toutes les 10 secondes. Sa portée est de 11 milles nautiques (environ 20 km) pour le feu blanc et 8 milles nautiques pour le feu rouge.
Identifiant : ARLHS : SAR-013 ; EF-1250 - Amirauté : E1042 - NGA : 8560 .

## Caractéristiques dufeu maritime
Fréquence : 10 secondes (W)
- Lumière :1 seconde
- Obscurité : 1 seconde
- Lumière : 1 seconde
- Obscurité : 15 secondes

### Lien connexe
- Liste des phares de la Sardaigne